# Éditions de l'Herne

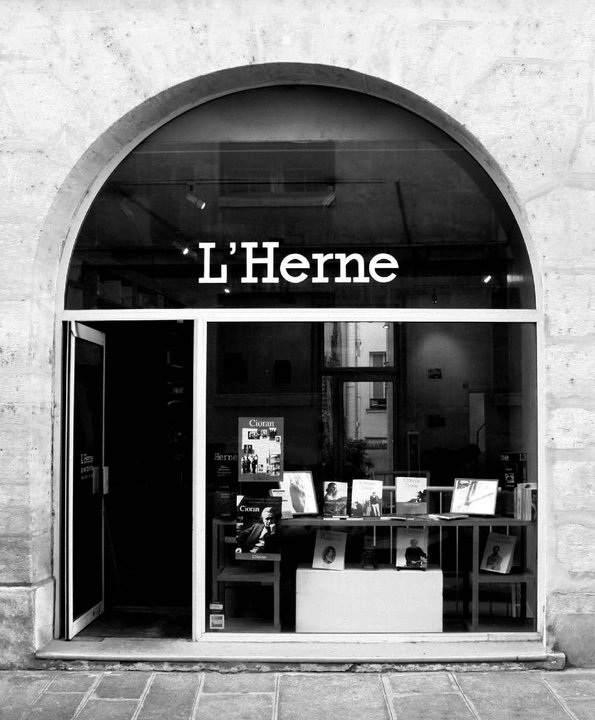
Foto del local de Editions de L'Herne

Éditions de l'Herne es una célebre editorial independiente francesa fundada en 1963 por el escritor Dominique de Roux.
L'Herne nació como revista de suscripción (publicada desde 1957 hasta 1972) y tomó forma definitiva en los Cahiers de l'Herne en 1966, la famosa colección de monografías libremente consagradas a figuras de la literatura, malditas o poco conocidas, que incluye artículos, documentos y textos inéditos. A partir de 1963, L'Herne comienza una actividad editorial bajo el nombre de Éditions de l'Herne. La colección «Cahiers» es la principal de las ocho que tiene esta editorial.

## Historia
A partir de 1957, Dominique de Roux y Georges Bez editan textos y panfletos escritos, dactilografiados y leídos por un grupo de amigos (entre los cuales están Xavier de Roux, hermano de Dominique y Jean Thibaudeau) bajo el título de L'Herne. En 1961, se publica un primer volumen dedicado a René-Guy Cadou (1961), luego, el año siguiente, a Georges Bernanos (1962), los que formarán parte de la célebre colección con carátula blanca «Cahiers de l'Herne».
Los siguientes números de la colección fueron dedicados a los grandes nombres de la literatura y la poesía, también marginales y controversiales en su época: Louis-Ferdinand Céline (1963), Jorge Luis Borges (1964),  Ezra Pound (1965), Henri Michaux (1966), William Burroughs (1968), Giuseppe Ungaretti (1969), Witold Gombrowicz y Louis Massignon  entre otros.

### De 1972 al 2000
En 1972, después de haber iniciado la preparación del número 21, consagrado a De Gaulle, Dominique de Roux deja L'Herne para fundar los «Dossiers H», en la editorial L'Âge d'Homme en Lucerna. Constantin Tacou toma la posta. Bajo el impulso de este cineasta macedo-rumano de la Unesco y discípulo de Georges Dumézil, L'Herne se interesq por el Este y reedita una serie de autores desaparecidos, como Thomas Mann (1973), Fiódor Dostoyevski (1974), Karl Kraus (1975), Gustav Meyrink (1976), Robert Musil (1982) o Friedrich Nietzsche (2000).
L'Herne abre así sus puertas al género fantástico - Edgar Allan Poe, Julio Verne o Jean Ray -sin dejar de lado a sus contemporáneos, comenzando por Mircea Eliade, compatriota de Constantin Tacou, seguido por Raymond Abellio, Henry Corbin, Francis Ponge y Emmanuel Lévinas. A finales del 2000, Constantin Tacou publica su último «Cahier», el número 74, consagrado a August Strindberg. El último de sus sueños como editor, un «Cahier» Cioran, ha sido publicado en el 2009.

### Después del 2000
A partir del 2001, L'Herne dedica sus «Cahiers» a filósofos contemporáneos. Laurence Tâcu continúa el trabajo de Constantin y dirige la editorial, que se muda de la rue de Verneuil para instalarse al pie del Instituto de Francia, en la rue Mazarine.
Las grandes monografías críticas seguirán yendo a contracorriente. Con los «Cahiers», se privilegiará a los contemporáneos, en particular a los filósofos que más han cuestionado la época contemporánea: Claude Lévi-Strauss, Noam Chomsky, Paul Ricoeur, Jacques Derrida. Con la publicación del «Cahier» Steiner en el año 2005, la editorial festeja sus cuarenta años de existencia cumplidos en el 2003. Poco después publica también el «Cahier» Baudrillard, en el mismo año.
Desde 1963, más de cuatro mil colaboradores, escritores, universitarios y traductores del más alto nivel han colaborado con los «Cahiers».
En la última década han sido dedicados Cahiers a René Girard (n°89), Cioran (n°90), Michel Déon (n°91), Scholem (n°92), Bonnefoy (n°93), Serres (n°94), Foucault (n°95). Siguen los números Nimier n°99 e Isaac Bashevis Singer n°101 que preceden al Cahier N° 100, Simone de Beauvoir. Los siguientes Cahiers son dedicados a Simenon, Camus, Walter Benjamin, Picasso. Las últimas publicaciones son los Cahiers Kafka, Freud y Conrad. Están en preparación los Cahiers Joseph Roth y Henri Pierre Roché.

## Colecciones
- «Los Cahiers de l'Herne»
- «Los Carnets» (prolongación de los Cahiers de l'Herne agotados)
- «Los Cahiers d'anthropologie sociale» (reúne los trabajos llevados a cabo en el Laboratorio de Antropología Social del Collège de France)
- «Cave Canem»
- «Essais et philosophie»
- «Mythes et religions»
- «Théorie et stratégie»
- «L'envers»
- «Glose»
- «Romans»